# Metawin Opas-iamkajorn
Metawin Opas-iamkajorn, noto anche con lo pseudonimo di Win (in thailandese เมธวิน โอภาสเอี่ยมขจร; 21 febbraio 1999), è un attore thailandese di origini cinesi., conosciuto principalmente per il ruolo di Tine nella serie TV 2gether: The Series, nel suo seguito Still 2gether e nell'adattamento cinematografico 2gether: The Movie in uscita nel 2021.
Nel 2021 entra a far parte del cast della serie F4 Thailand: Boys Over Flowers, adattamento del manga Hanayori Dango, conosciuto in Italia con il nome Mille emozioni tra le pagine del destino per Marie-Yvonne titolo dato all'anime andato in onda nell'estate del 2004.

## Biografia
Primi Anni ed Educazione
Metawin è nato a Bangkok, in Thailandia ed è il terzo di quattro fratelli, chiamati Mintra, Mesa e Mick. Ha ottenuto il diploma di scuola superiore alla Panyarat High School, dove ha avuto l'opportunità di studiare all'estero presso il Belmond–Klemme Community School District in Iowa, negli Stati Uniti. Durante il suo periodo di studio all'estero, è diventato un membro del coro come percussionista e della banda della scuola, dove il suo gruppo ha ricevuto una valutazione superiore. Ha anche superato l'esame di sviluppo educativo generale (GED).
Attualmente sta frequentando la Thammasat University per ottenere una laurea in economia (programma internazionale).

### Vita privata
Nel giugno 2020, Metawin ha lanciato una sua linea di abbigliamento con il marchio "Velence" che ha ottenuto un discreto successo a livello di vendita e di notorietà tra i giovani. Successivamente, sempre nel 2020 ha inaugurato "Souri", un'azienda di macaron di cui è co-proprietario con sua sorella, Mintra.

## Filmografia

### Cinema
- 2gether: The Movie, regia di Weerachit Thongjila (2021)[8]

### Televisione
- 2gether: The Series (2020)[8]
- Play2gether (2020)
- Bright - Win Inbox (2020)[8]
- Still 2gether (2020)[8]
- F4 Thailand (2021)[8]

### Videoclip
- ติดกับ" (Tit Kap) - Natthawut Jenmana (2020)
- คั่นกู" (Kan Goo) - Bright (2020)
- ตกลงฉันคิดไปเองใช่ไหม" (Tok Long Chan Khit Pai Eng Chai Mai) - Bright (2020)
- Thank You To My Silent Heroes - Ada Chunhavajira, Bright, Win (2020)
- ยังคู่กัน" (Yang Khu Kan) - Bright, Win (2020)
- คนนั้นต้องเป็นเธอ" (Kon Nan Taung Pen Tur) - Win (2020)
- Ten Years Later - Win (2021)
- Closer - Win (2021)
- Who Am I - Win con Bright, Dew e Nani (2021)
- Shooting Stars - Win con Bright, Dew e Nani (2021)
- แสงที่ปลายฟ้า (Silhouette) - Win (2022)

## Riconoscimenti
- 2020 – Kazz Award
  - Vinto – Kazz Magazine's Favorite per 2gether: The Series & Still 2gether[9]
- 2020 – LINE Thailand People's Choice Awards
  - Vinto – Best Couple per 2gether: The Series  & Still 2gether[10]
- 2020 – Maya Awards
  - Nominato – Best Couple per 2gether: The Series (serie televisiva 2020)  & Still 2gether[11][12]

## Influenza
Il successo della conferenza stampa per il lancio dei nuovi prodotti CP Brand Hokkaido Milk Sausage nel formato di Global Live, dove Metawin era il presentatore, ha reso il marchio Thai Sausage il numero uno nei trend di molti paesi e il secondo del trend mondiale di Twitter
.